# Майлс, Бернард
Достопочтенный лорд Бернард Джеймс Майлс, барон Майлс Блэкфрайар (англ. The Right Honourable Lord Baron Miles of Blackfriars, Bernard James Miles; 27 сентября 1907[…], Мидлсекс — 14 июня 1991[…], Нерсборо, Норт-Йоркшир) — английский актёр театра, кино и телевидения, сценарист, режиссёр, продюсер и писатель. Кавалер ордена Британской империи, рыцарь-бакалавр, пожизненный пэр. Основатель театра «Сирена» (1959) — первого театра, открытого в Лондоне с XVII века.

## Биография
Бернард Джеймс Майлс родился 27 сентября 1907 года в городе Аксбридж (ныне часть Лондона), графство Мидлсекс, Англия, Великобритания. Его отец, Эдвин Джеймс Майлс, был рабочим на ферме, мать, Барбара Флетчер, — поварихой. Окончил школу Bishopshalt School, затем оксфордский колледж Пемброк. В начале 1930-х годов начал играть в театре, тогда же, в 1933 году впервые появился на экране: он без указания в титрах сыграл пассажира в фильме «Пересекая пролив». С началом Второй мировой войны начал активно и помногу сниматься в патриотических фильмах, в 1942 году впервые попробовал себя как сценариста, в 1944 году — как режиссёра и продюсера. Чаще всего Майлс играл провинциалов из Хартфордшира или Бакингемшира с соответствующим акцентом; голос у актёра был приятный раскатистый баритональный бас.
В 1959 году основал (совместно с женой) театр «Сирена», который интересен тем, что стал первым театром, открытым в Лондоне с XVII века. Де-факто театр закрыт в конце 1980-х годов, де-юре — в 2003 году.
Бернард Майлс скончался 14 июня 1991 года в городе Нейрсборо, графство Йоркшир, Англия.

### Семья
В 1931 году женился на актрисе по имени Джозефина Уилсон, с которой прожил в браке всю жизнь до самой её смерти в 1990 году. От этого брака остались трое детей: дочери Салли (1933—1986, актриса) и Бриджит (художник), и сын Джон (род. 1943, автогонщик).

## Награды и номинации
- 1951 — BAFTA в категории «Лучший британский фильм» за режиссуру ленты «Раз в жизни»[англ.] — номинация.
- 1953 — Командор ордена Британской империи[7].
- 1969 — Рыцарь-бакалавр[8]
- 1979 — Барон, пожизненный пэр (без права наследования титула)[9] — таким образом, Майлс стал вторым (после Лоренса Оливье) в истории британским актёром, получившим титул пэра.

## Избранная фильмография

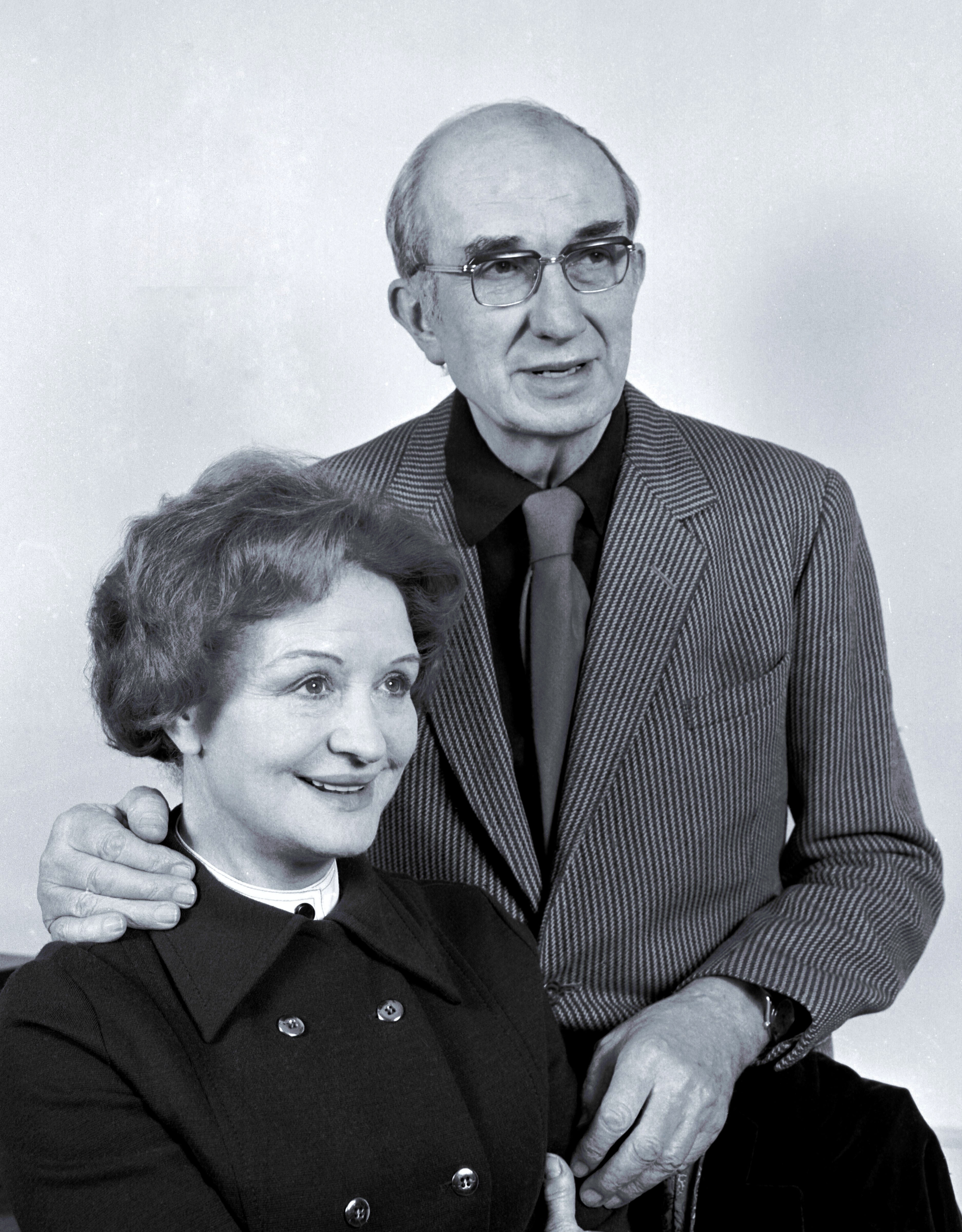
С женой Джозефиной в 1976 году. Фото Аллана Уоррена

### Актёр
76 фильмов и сериалов за 57 лет
- 1935 — Тест на любовь[англ.] / The Love Test — Аллан
- 1936 — Корона против Стивенса[англ.] / Crown v. Stevens — детектив Уэллс (в титрах не указан)
- 1938 — ? / англ. Strange Boarders — химик (в титрах не указан)
- 1938 — Преступник 99[англ.] / Convict 99 — тюремный надзиратель (в титрах не указан)
- 1938 — Цитадель[англ.] / The Citadel — член Общественного комитета по медицинской помощи (в титрах не указан)
- 1938 — Они ехали ночью[англ.] / They Drive by Night — детектив в бильярдной (в титрах не указан)
- 1939 — Шпион в чёрном[англ.] / The Spy in Black — Ганс, сотрудник гостиницы на ресепшене (в титрах не указан)
- 1939 — У льва есть крылья[англ.] / The Lion Has Wings — гражданский контролёр-наблюдатель
- 1940 — ? / Band Waggon — саботажник (в титрах не указан)
- 1940 — Контрабанда[англ.] / Contraband — человек, поджигающий трубу (в титрах не указан)
- 1941 — Радио свободы[англ.] / Freedom Radio — капитан Мюллер
- 1941 — Тихая свадьба[англ.] / Quiet Wedding — PC
- 1942 — Большая блокада[англ.] / The Big Blockade — Мейт из Королевского флота
- 1942 — Один из наших самолётов не вернулся / One of Our Aircraft Is Missing — Джофф Хикман, стрелок самолёта «Берти»
- 1942 — День рассветёт[англ.] / The Day Will Dawn — Макаллистер, ирландский солдат
- 1942 — Первый из нескольких[англ.] / The First of the Few — агент леди Хьюстон (в титрах не указан)
- 1942 — В котором мы служим / In Which We Serve — главный старшина Уолтер Харди
- 1944 — Полевой конёк[англ.] / Tawny Pipit — полковник Бартон-Баррингтон
- 1946 — Большие надежды / Great Expectations — Джо Гарджери
- 1947 — Николас Никлби[англ.] / Nicholas Nickleby — Ньюман Ноггс
- 1948 — Морская свинка[англ.] / The Guinea Pig — мистер Рид
- 1950 — Раз в жизни[англ.] / Chance of a Lifetime — Стивенс
- 1951 — Остров сокровищ / Treasure Island — пират Джон Сильвер (в 7 эпизодах)
- 1951 — Оставшийся в тени[англ.] / The Magic Box — кузен Альфред
- 1953 — Не отпускай меня[англ.] / Never Let Me Go — Джо Брукс
- 1956 — Человек, который слишком много знал / The Man Who Knew Too Much — Эдвард Дрейтон
- 1956 — Моби Дик / Moby Dick — житель острова Мэн
- 1956 — Тигр в дыму[англ.] / Tiger in the Smoke — Тидди Долл, главарь банды
- 1956 — Зарак[англ.] / Zarak — одноглазый Хассу
- 1956—1957 — Натаниэль Титларк / Nathaniel Titlark — Натаниэль Титларк (в 10 эпизодах)
- 1957 — Фортуна — это женщина / Fortune Is a Woman — мистер Джером
- 1957 — Доктор на свободе (Доктор возвращается) / Doctor at Large — фермер, заготавливающий сено (в титрах не указан)
- 1957 — Самое маленькое представление на свете[англ.] / The Smallest Show on Earth — Старина Том
- 1957 — Святая Иоанна / Saint Joan — главный палач
- 1957 — Остров сокровищ / Treasure Island — пират Джон Сильвер
- 1958 — Мальчик-с-пальчик / tom thumb — Джонатан, дровосек, отец Мальчика-с-пальчика
- 1959 — Сапфир / Sapphire — Тед Гаррис
- 1963 — Небеса над нами[англ.] / Heavens Above! — Симпсон
- 1969 — Беги, малыш, беги[англ.] (Беги свободно) / Run Wild, Run Free — Рег
- 1980 — Непридуманные истории / Tales of the Unexpected — мистер Рамминс (в 1 эпизоде)
- 1982 — Остров сокровищ / Treasure Island — пират Джон Сильвер
- 1989 — Леди и разбойник / The Lady and the Highwayman — судья

### Сценарист
7 фильмов за 40 лет
- 1942 — Шиворот-навыворот[англ.] / The Goose Steps Out
- 1942 — Грозовая скала[англ.] / Thunder Rock
- 1944 — Полевой конёк[англ.] / Tawny Pipit
- 1948 — Морская свинка[англ.] / The Guinea Pig
- 1950 — Раз в жизни[англ.] / Chance of a Lifetime

### Режиссёр
2 фильма за 6 лет
- 1944 — Полевой конёк[англ.] / Tawny Pipit
- 1950 — Раз в жизни[англ.] / Chance of a Lifetime

### Продюсер
2 фильма за 6 лет
- 1944 — Полевой конёк[англ.] / Tawny Pipit
- 1950 — Раз в жизни[англ.] / Chance of a Lifetime